# Pataca de Galicia
Pataca de Galicia (galicien) ou Patata de Galicia (espagnol) (pommes de terre de Galice) est une indication géographique protégée (IGP) qui s'applique à une production de pommes de terre de la région de Galice. (Espagne). Cette production très ancienne (la culture de la pomme de terre est attestée en Galice dès 1607), a été enregistrée comme IGP au niveau national le 24 avril 2002 et au niveau européen le 15 février 2007.
La gestion de cette appellation a été confiée à un organisme officiel, le Consejo Regulador de la IGP Pataca de Galicia, dont le siège se situe à Xinzo de Limia (Orense).

## Conditions à respecter
La seule variété autorisée est la « Kennebec », variété d'origine américaine qui malgré son faible rendement est appréciée sur le marché.
La zone de production couvre de 1 500 à 1 800 hectares. Elle est limitée à une aire géographique qui s'étend dans les comarques de Bergantiños, Terra Chá , A Mariña Central, A Mariña Oriental Terra de Lemos et A Limia, qui est précisée plus loin.
Les tubercules doivent avoir un calibre compris entre 40 et 80 mm (100 mm dans les cas exceptionnels définis par un « manuel de qualité »).
Le rendement est plafonné à 22 t/ha pour les cultures non irriguées et à 35 t/ha pour les cultures irriguées.
Les opérations de tri et de conditionnement doivent avoir lieu dans la zone de production.

## Aire géographique

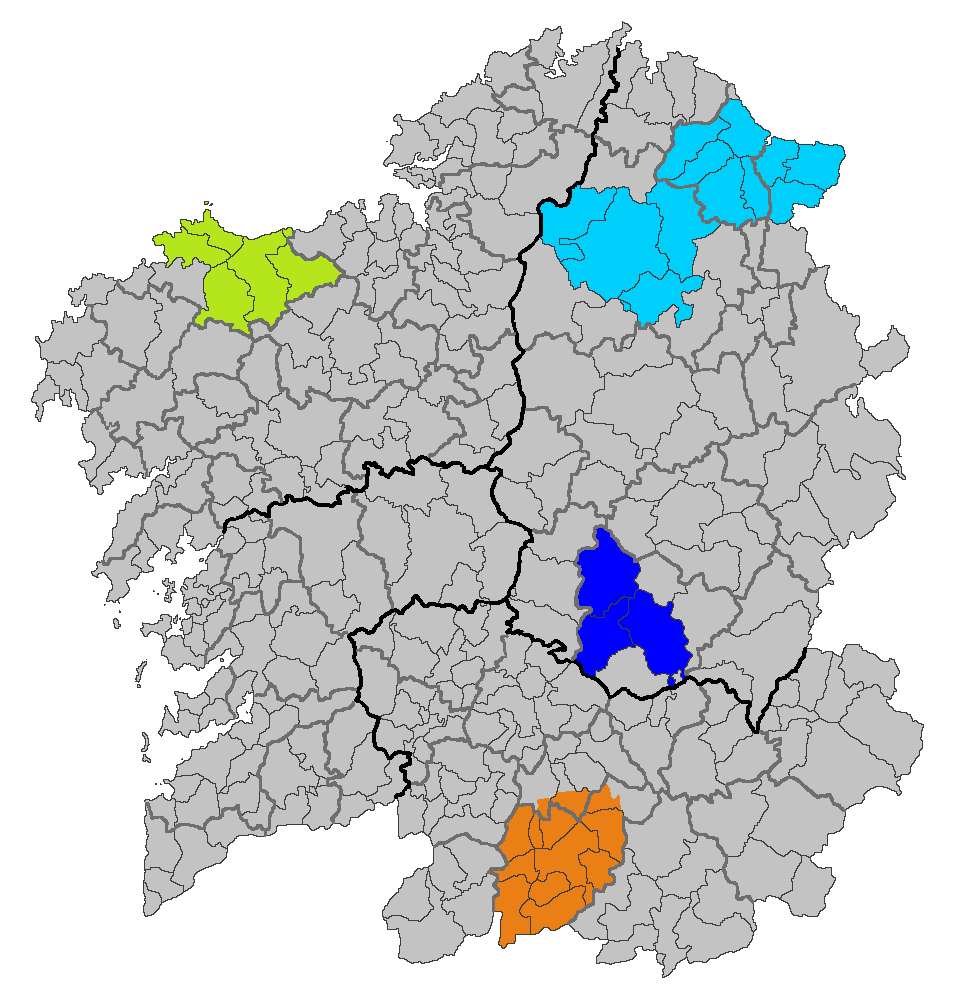
Bergantiños
Terra Cha-A Mariña
Lemos
Limia

La zone de production de la Pataca de Galicia comprend les quatre sous-zones suivantes de la communauté autonome de Galice :
- comarque de Bergantiños (province de La Corogne) : communes de Carballo, Coristanco, Laracha, Malpica et Ponteceso ;
- comarques de Terra Chá , A Mariña Central, A Mariña Oriental  (province de Lugo) : communes d'Abadín, Alfoz, Barreiros, Cospeito, Foz, Lourenzá Mondoñedo, Ribadeo, Trabada, O Valadouro, Vilalba et Xermade ;
- comarque de Terra de Lemos (province de Lugo) : communes de Monforte, Pantón et O Saviñao ;
- comarque d'A Limia (province d'Orense) : 
  - en totalité, communes de Baltar, Os Blancos, Calvos de Randín, Porqueira, Rairiz de Veiga, Sandiás, Sarreaus, Trasmiras, Vilar de Santos et Xinzo de Limia ;
  - en partie, communes d'Allariz (districts de Coedo et Torneiros), de Cualedro (districts d'Atas, Cualedro, Lucenza, Vilela et A Xironda), de Vilar de Barrio (districts de Bóveda, Padreda, Seiró et Vilar de Barrio) et de Xunqueira de Ambía (districts d'A Abeleda, Bobadela a Pinta, A Graña et Sobradelo)[4].

Cette zone devrait être étendue à la comarque de Verín dans la province d'Orense (communes de Verín, Monterrei, Castrelo do Val, Laza et Oímbra).

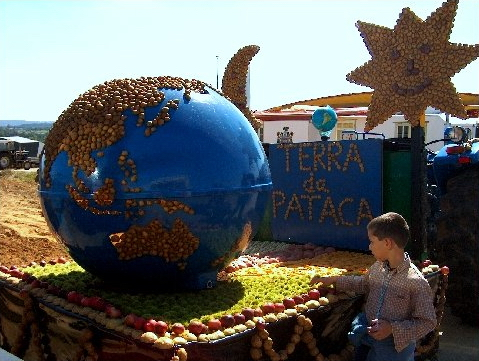
Fête de la pomme de terre à Coristanco (2005)

## Fêtes et traditions
Chaque année depuis 1980, le troisième dimanche de septembre, une fête de la pomme de terre, la A festa da pataca, a lieu  à Coristanco pour célébrer le début de la campagne de récolte. Cette fête organisée à l'origine par l'ex-Cooperativa de la Patata de Bergantiños (Copaber) pour assurer la promotion de cette pomme de terre, comprend diverses manifestations : dégustations de plats comprenant de la pomme de terre, concours gastronomique, exposition de figures construites avec des pommes de terre, jeux divers, etc..